# Brug 1058

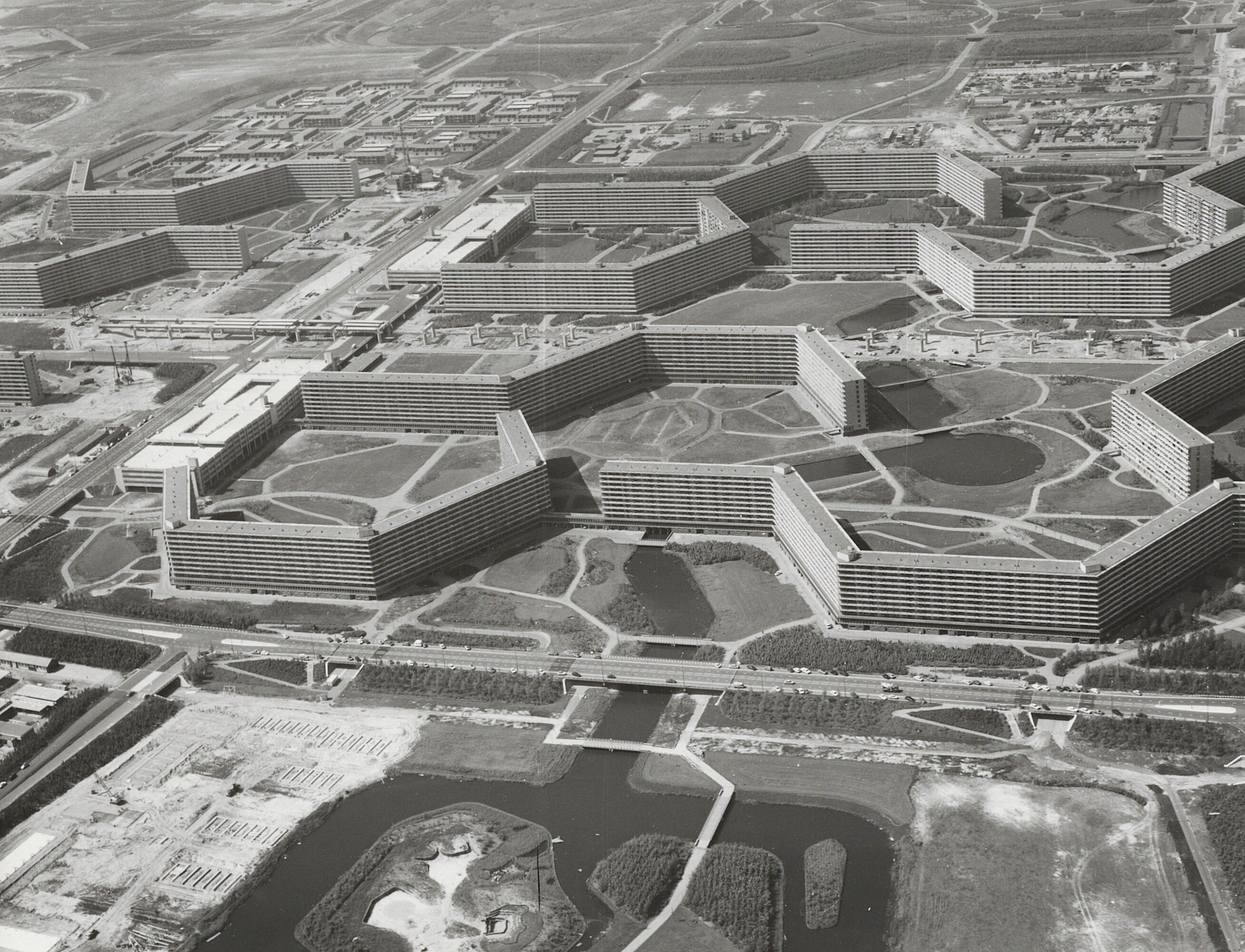
Links schuin naar boven de Karspeldreef; brug 1058 begint onder het skelet van de metroviaducten en loopt naar boven. (1973)

Brug 1058 was een bouwkundig kunstwerk in Amsterdam-Zuidoost.
Brug 1058 maakte vanaf 1966 deel uit van de infrastructuur binnen deze nog te bouwen wijk. In die wijk kwam een soort rondweg in de vorm van Bijlmerdreef, 's-Gravendijkdreef en Karspeldreef. Deze dreven werden halfhoog aangelegd op een dijklichaam en waren alleen toegankelijk voor snelverkeer. Voetgangers en fietsers bewogen zich voornamelijk op maaiveldniveau. Door deze inrichting van de wijk moesten er tal van viaducten gebouwd worden om het langzame verkeer ongehinderd tussen de diverse wijkonderdelen te laten bewegen. Bij de ontwerpfase van de Bijlmermeer was dat nog niet zover. De brug werd ontworpen als "viaduct in de Bijlmermeer".
Brug 1058 werd in de Karspeldreef gebouwd op de plek daar waar hij onder de Bijlmerdreefmetrobrug duikt en waar de eerste versie van metrostation Kraaienest op het viaduct werd gebouwd.
Voor genoemde dreven ontwierp Dirk Sterenberg voor de Dienst der Publieke Werken een soort standaardprogramma voor viaducten. Ze hebben allemaal grotendeels hetzelfde uiterlijk met afgeronde randplaten, betonblokken op de randen van het wegdek, leuningen en betegeling keermuren. Ook de lengtes van de overspanningen van dit soort viaducten was standaard (17 meter}, maar hier werd drie maal die lengte neergelegd (54 meter in totaal). Om deze lengte te bereiken waren drie series brugpijlers noodzakelijk, identiek aan de viaducten elders in de wijk.
In midden jaren zeventig werd vanaf de brug met bushalte in westelijke richting een verbindingsbrug gemaakt met de hal behorend bij metrostation. Dat gebouw was toen al geheel omringd door een busplatform.
Het gescheiden verkeer werd hier vanaf begin jaren nul losgelaten. Er vond een ingrijpende sanering plaats waarbij het oostelijk deel van de rondweg werd afgegraven; de kruisingen werden verlaagd naar maaiveldniveau met bijvoorbeeld zebrapaden. Deze slag liep door tot eind jaren nul. Ook dit deel van de Karspeldreef werd afgegraven, daarbij werd brug 1058 gesloopt, zo ook de verbindingsbrug, waarvan de aansluiting nog wel enige periode zichtbaar was. Het metrostation werd naar het noorden verplaatst en kreeg een nieuwe ontvangstruimte; de oude werd gesloopt. Van al het vorenstaande is niets meer terug te vinden in het landschap behalve het hooggelegen metroviaduct.
<<< · 1000 · 1001 · 1002 · 1003 · 1004 · 1005 · 1006 · 1007 · 1008 · 1009 · 1010 · 1011 · 1012 · 1013 · 1014 · 1018 · 1028 · 1029 · 1030 · 1032 · 1033 · 1034 · 1035 · 1036 · 1037 · 1038 · 1039 · 1040 · 1041 · 1044 · 1045 · 1046 · 1048 · 1049 · 1050 · 1051 · 1062 · 1063 · 1064 · 1065 · 1066 · 1067 · 1076 · 1077 · 1078 · 1083 · 1090 · 1092 · 1093 · 1094 · 1095 · 1096 · 1097 · 1098 · 1099 · >>>
Brugnummers  1015, 1016, 1017, 1019, 1020, 1021, 1022, 1023, 1024, 1025, 1026, 1027, 1031, 1042, 1043, 1047, 1052/1053 (niet gebouwd), 1054, 1055, 1056, 1057, 1058, 1059, 1060, 1061, 1068, 1069-1075, 1079, 1080, 1081, 1082, 1084-1088, 1089 en 1091 (onbekend) zijn niet meer vergeven. De meesten daarvan zijn gesloopt in verband met sanering Zuidoost. Alle bruggen lagen en liggen in Zuidoost behalve bruggen 1000 en 1002.